# Versorgungsanstalt der deutschen Bühnen
Die Versorgungsanstalt der deutschen Bühnen – auch kurz „Bühnenversorgung“ oder „VddB“ genannt – bietet den überwiegend künstlerisch tätigen Mitarbeitern der deutschen Theater im Alter, bei Berufsunfähigkeit und ihren Hinterbliebenen bei Tod einen zusätzlichen Versicherungsschutz neben der gesetzlichen Rentenversicherung. Die Bühnenversorgung gilt als Pensionskasse und erfüllt die Voraussetzungen für die staatliche Förderung im Rahmen der betrieblichen Altersversorgung.

## Versorgung
Die VddB zahlt vorrangig Dauerleistungen in Form von:
- Altersruhegeld (Altersruhegeld wegen Erreichens der Regelaltersgrenze und flexibles Altersruhegeld)[4]
- Ruhegeld bei Erwerbsunfähigkeit[5]
- Ruhegeld bei Berufsunfähigkeit[6]
- Witwen- oder Witwergeld[7]
- Hinterbliebenenrente für eingetragene Lebenspartner[8]
- Waisengeld[9]

Daneben erbringt die VddB auch einmalige Leistungen in Form von:
- Heilkostenzuschüssen[10]
- Sterbegeld[11]
- Tänzerabfindung[12] und Beitragserstattung[13]

## Organisation
Die Bühnenversorgung ist als öffentlich-rechtliche Pflichtversorgung organisiert, d. h. die Versicherungsverhältnisse entstehen von Gesetz wegen bei Aufnahme der Tätigkeit.

## Organe der Bühnenversorgung
Organe sind der Verwaltungsrat als satzungsgebendes Organ und Vertretung der Versicherten und Mitglieder und die Bayerische Versorgungskammer als Geschäftsführung.

## Rechtsgrundlagen
Rechtsgrundlagen sind das Gesetz über das öffentliche Versorgungswesen (VersoG) und die Verordnung zur Durchführung des Gesetzes über das öffentliche Versorgungswesen (DVVersoG) sowie die Satzung der VddB.

## Selbstverwaltung
Die Bühnenversorgung regelt ihre Angelegenheiten in autonomer Selbstverwaltung. Hierbei fungiert der aus 30 Mitgliedern bestehende Verwaltungsrat als Normsetzungs- und Kontrollorgan, das insbesondere über die Satzung und die Richtlinien der Versorgungspolitik beschließt.

## Aufsicht
Das Bundesministerium für Arbeit und Soziales führt die Rechts- und Versicherungsaufsicht über die VddB, die im Wege der Organleihe vom Bayerischen Staatsministerium des Innern, für Sport und Integration ausgeübt wird.

## Finanzierung
Die Bühnenversorgung finanziert ihre Leistungen aus den Beiträgen der Versicherten und den Erträgen der Vermögensanlagen. Sie erhält keine staatlichen Zuschüsse. Die Beiträge tragen zur Hälfte jeweils das Mitglied (der Arbeitgeberanteil) und der Versicherte (Arbeitnehmer). Sie belaufen sich auf 9 % des beitragspflichtigen Einkommens. Die vom Versicherten entrichteten Beiträge dienen zur Ansparung seines eigenen Ruhegeldes (Kapitaldeckungsverfahren).